# فهرست بازیکنان تیم ملی فوتبال یوگسلاوی
این مقاله فهرستی از بازیکنان تیم ملی فوتبال یوگسلاوی است:

## A
- یووان آچیموویچ (۱۹۶۸–۱۹۷۶) ۵۵/۳
- جوکا آگیچ (۱۹۳۰–۱۹۳۰) ۱/۰
- رایکو آلکسیچ (۱۹۶۸–۱۹۶۸) ۲/۰
- یووان آنجلکوویچ (۱۹۶۵–۱۹۶۶) ۲/۰
- اسلوبودان آنجلکوویچ (۱۹۳۷–۱۹۳۷) ۱/۰
- آندریا آنکوویچ (۱۹۶۰–۱۹۶۲) ۸/۱
- بوشکو آنتیچ (۱۹۶۸–۱۹۶۸) ۱/۰
- رادومیر آنتیچ (۱۹۷۳–۱۹۷۳) ۱/۰
- ساوا آنتیچ (۱۹۵۶–۱۹۵۶) ۵/۲
- میلان آنتولکوویچ (۱۹۳۷–۱۹۳۹) ۸/۱
- زوران آنتونیویچ (۱۹۷۰–۱۹۷۲) ۸/۰
- میلوراد ارسنیجوویچ (۱۹۲۷–۱۹۳۶) ۵۲/۰
- زیاد ارسلاناگیچ (۱۹۶۵–۱۹۶۵) ۱/۰
- مصطفی ارسلانوویچ (۱۹۸۷–۱۹۸۷) ۱/۰
- آلیوشا آسانوویچ (۱۹۸۷–۱۹۸۸) ۳/۰
- الکساندر آتاناکوویچ (۱۹۴۶–۱۹۵۰) ۱۵/۱
- رادویکو آوراموویچ (۱۹۷۸–۱۹۷۸) ۱/۰

## B
- دراگوتین بابیچ (۱۹۲۱–۱۹۳۱) ۱۰/۲
- نیکولا بابیچ (۱۹۲۸–۱۹۳۲) ۳/۰
- بوبان بابونسکی (۱۹۹۱–۱۹۹۱) ۲/۰
- ادین باهتیچ (۱۹۸۴–۱۹۸۵) ۲/۰
- دوژان باجویچ (۱۹۷۰–۱۹۷۷) ۳۷/۲۹
- مانه باییچ (۱۹۶۶–۱۹۶۹) ۲/۰
- میلنکو باییچ (۱۹۷۰–۱۹۷۰) ۱/۰
- بوژو باکوتا (۱۹۷۸–۱۹۷۸) ۱/۰
- میرساد بالییچ (۱۹۸۴–۱۹۹۰) ۲۹/۳
- ایویتسا بارباریچ (۱۹۸۸–۱۹۸۸) ۱/۰
- اسلوبودان باتریچویچ (۱۹۸۳–۱۹۸۳) ۱/۰
- زوران باتروویچ (۱۹۸۴–۱۹۸۴) ۱/۰
- محمد باژدارویچ (۱۹۸۳–۱۹۹۲) ۵۴/۴
- ولادیمیر بیرا (۱۹۵۰–۱۹۵۹) ۵۹/۰
- رادوسلاو بچیاتس (۱۹۶۵–۱۹۷۰) ۱۲/۰
- زوانکو بیگو (۱۹۶۱–۱۹۶۱) ۶/۲
- ایوان بک (۱۹۲۷–۱۹۳۱) ۷/۴
- یوان بلسلین (۱۹۳۹–۱۹۳۹) ۱/۰
- میلوش بلسلین (۱۹۲۸–۱۹۳۰) ۸/۱
- برونو بلین (۱۹۵۲–۱۹۵۹) ۲۵/۰
- رودولف بلین (۱۹۶۳–۱۹۶۹) ۲۹/۶
- ایوان بلوشویچ (۱۹۳۳–۱۹۳۹) ۱۱/۰
- استوان بنا (۱۹۵۹–۱۹۶۱) ۷/۰
- لیوبو بنچیچ (۱۹۲۴–۱۹۲۷) ۵/۲
- الکساندر بنکو (۱۹۴۹–۱۹۴۹) ۱/۰
- Ivan Benković (۱۹۲۳–۱۹۲۳) ۱/۰
- دراگیشا بینیچ (۱۹۹۰–۱۹۹۱) ۳/۱
- ابراهیم بیوگرادلیچ (۱۹۵۶–۱۹۵۶) ۱/۰
- آوگوست بیوتس (۱۹۳۳–۱۹۳۳) ۱/۰
- نناد بیکوویچ (۱۹۶۸–۱۹۷۶) ۲۲/۴
- فیلیپ بلاشکوویچ (۱۹۶۹–۱۹۶۹) ۱/۰
- زوونیمیر بوبان (۱۹۸۸–۱۹۹۱) ۷/۱
- استیه‌پان بوبک (۱۹۴۶–۱۹۵۶) ۶۳/۳۸
- سرچکو بوگدان (۱۹۷۷–۱۹۸۳) ۱۱/۰
- ولادیسلاو بوگیچویچ (۱۹۷۱–۱۹۷۷) ۲۳/۲
- زوران بویوویچ (۱۹۸۳–۱۹۸۳) ۲/۰
- ماریو بولیات (۱۹۷۷–۱۹۷۸) ۵/۰
- Antun Bonačić (۱۹۲۴–۱۹۳۱) ۸/۲
- میرکو بوناچیچ (۱۹۲۴–۱۹۲۸) ۶/۳
- پتار بورتا (۱۹۷۷–۱۹۷۸) ۴/۰
- وویادین بوشکوف (۱۹۵۱–۱۹۵۸) ۵۷/۰
- میروسلاو بوشکوویچ (۱۹۶۸–۱۹۷۲) ۶/۰
- برانکو بوشنیاک (بازیکن فوتبال) (۱۹۸۳–۱۹۸۳) ۱/۰
- رادیووی بوژیچ (۱۹۳۴–۱۹۳۴) ۱/۰
- بوبان بوژوویچ (۱۹۸۳–۱۹۸۳) ۱/۰
- وویین بوژوویچ (۱۹۳۶–۱۹۴۱) ۸/۵
- بلاگویه براتیچ (۱۹۷۲–۱۹۷۲) ۳/۰
- Dragutin Bratulić (۱۹۳۴–۱۹۳۵) ۳/۰
- میرکو براون (۱۹۶۳–۱۹۶۳) ۳/۰
- مارییان برنتسیچ (۱۹۶۲–۱۹۶۷) ۱۰/۰
- برانکو برنوویچ (۱۹۸۹–) ۲۷/۳
- دراگولیوب برنوویچ (۱۹۸۷–۱۹۹۰) ۲۵/۱
- بوژو بروکتا (۱۹۴۷–۱۹۴۸) ۳/۰
- میروسلاو بروزوویچ (۱۹۴۰–۱۹۴۸) ۱۷/۰
- ایوان برزیچ (۱۹۶۶–۱۹۶۶) ۱/۰
- یوسیپ بوکال (۱۹۶۶–۱۹۷۴) ۲۴/۱۰
- ایوان بولان (۱۹۷۳–۱۹۸۱) ۳۶/۲
- میلوش بورساچ (۱۹۸۵–۱۹۸۵) ۲/۰

## C
- ازوونیمیر تسیمرمانچیچ (۱۹۴۰–۱۹۴۸) ۹/۳
- اسلاوین سیندریچ (۱۹۲۰–۱۹۲۸) ۵/۳
- یووان سوکیچ (۱۹۵۲–۱۹۵۵) ۲/۱
- تومیسلاو کرنکوویچ (۱۹۵۲–۱۹۶۰) ۵۱/۰
- نیکیتسا کوکروف (۱۹۷۷–۱۹۸۳) ۱۴/۰
- رودولف اسوک (۱۹۶۸–۱۹۶۹) ۶/۰
- بوریسلاو کوتکوویچ (۱۹۸۳–۱۹۸۸) ۱۱/۱
- ازویزدان اسوتکوویچ (۱۹۸۲–۱۹۸۷) ۹/۱

## Č
- راتومیر چابریچ (۱۹۳۸–۱۹۳۸) ۱/۰
- ژلیکو چایکوفسکی (۱۹۴۷–۱۹۵۱) ۱۹/۱۲
- زلاتکو چایکوفسکی (۱۹۴۶–۱۹۵۵) ۵۵/۷
- ولادو چاپلیچ (۱۹۸۴–۱۹۸۵) ۴/۰
- سرجان چبیانتس (۱۹۶۴–۱۹۶۴) ۱/۰
- ازوزدان چبیانتس (۱۹۵۹–۱۹۶۴) ۲۰/۴
- ماریان چرچک (۱۹۶۹–۱۹۶۹) ۱/۰
- راتکو چولیچ (۱۹۴۹–۱۹۵۱) ۱۴/۰
- ولادیمیر چونچ (۱۹۵۶–۱۹۵۶) ۱/۰
- یوسیپ چوپ (۱۹۸۴–۱۹۸۴) ۲/۰
- میلان چوپ (۱۹۶۳–۱۹۶۴) ۱۰/۰
- Bartol Čulić (۱۹۳۱–۱۹۳۵) ۱۰/۰

## Ć
- ساشا چورچیچ (۱۹۹۱–) ۱۴/۱
- ادین چوریچ (۱۹۸۷–۱۹۸۷) ۱/۰
- ایوان چورکوویچ (۱۹۶۳–۱۹۷۰) ۱۹/۰

## D
- میلان دامیانوویچ (۱۹۶۷–۱۹۶۸) ۷/۰
- اوگن داسوویچ (۱۹۲۳–۱۹۲۷) ۱۰/۰
- فاهریا داوتبگوویچ (۱۹۶۹–۱۹۷۰) ۲/۰
- Sreten Davidović (۱۹۵۳–۱۹۵۳) ۱/۰
- Sergije Demić (۱۹۳۲–۱۹۳۳) ۴/۰
- دامیر دسنیتسا (۱۹۷۸–۱۹۷۸) ۱/۱
- Miroslav Dešković (۱۹۳۱–۱۹۳۱) ۱/۰
- استیه‌پان دوریچ (۱۹۸۲–۱۹۸۴) ۶/۰
- Branislav Dimitrijević (۱۹۲۸–۱۹۳۳) ۵/۰
- رودولف دوبریویچ (۱۹۳۰–۱۹۳۰) ۱/۰
- کیریل دویچینوفسکی (۱۹۶۸–۱۹۷۰) ۶/۰
- زلاتکو دراچیچ (۱۹۶۵–۱۹۶۵) ۱/۰
- میلوراد دراگیچویچ (۱۹۲۶–۱۹۲۸) ۲/۰
- پرووسلاو دراگیسویچ (۱۹۳۹–۱۹۴۰) ۶/۰
- بوژیدار درنوواتس (۱۹۴۷–۱۹۴۷) ۱/۰
- برانیسلاو دروبنجاک (۱۹۸۳–۱۹۸۳) ۱/۰
- ارنست دوباتس (۱۹۳۸–۱۹۴۱) ۱۴/۰
- آرتور دوبراوچیچ (۱۹۲۰–۱۹۲۴) ۹/۱
- راتومیر دویکوویچ (۱۹۷۱–۱۹۷۱) ۴/۰
- Petar Dujmović (۱۹۲۴–۱۹۲۴) ۱/۰
- ولادیمیر دورکوویچ (۱۹۵۹–۱۹۶۶) ۵۰/۰
- دیونیزیه دوورنیچ (۱۹۵۳–۱۹۵۴) ۶/۱

## Dž
- دراگان جاییچ (۱۹۶۴–۱۹۷۹) ۸۵/۲۳
- یاسمین جکو (۱۹۸۳–۱۹۸۳) ۲/۱
- ویلسون جانی (۱۹۷۴–۱۹۷۸) ۴/۰

## Đ
- پردراگ جاییچ (۱۹۴۹–۱۹۵۳) ۱۷/۰
- اسوتوزار جانیچ (۱۹۴۰–۱۹۴۱) ۳/۰
- میلوش جلماس (۱۹۸۷–۱۹۸۷) ۱/۰
- مومچیلو جوکیچ (۱۹۳۰–۱۹۳۶) ۱۳/۰
- بوریسلاو جورجویچ (۱۹۷۶–۱۹۷۷) ۵/۰
- بوریوویه جورجویچ (۱۹۶۷–۱۹۷۱) ۹/۰
- لیوبیسا جورجویچ (۱۹۲۸–۱۹۳۱) ۵/۰
- میلووان جوریچ (۱۹۶۹–۱۹۶۹) ۱/۰
- میروسلاو دوکیچ (۱۹۹۱–) ۴۸/۲
- ولادیسلاو جوکیچ (۱۹۸۸–۱۹۸۸) ۲/۱
- Vladeta Đurić (۱۹۲۶–۱۹۲۶) ۱/۰
- بوسکو دیوروفسکی (۱۹۸۲–۱۹۸۹) ۴/۰
- میلکو دیوروفسکی (۱۹۸۴–۱۹۸۵) ۶/۲

## E
- مارکو السنر (۱۹۸۴–۱۹۸۸) ۱۴/۰

## F
- میرساد فازلاگیچ (۱۹۶۳–۱۹۶۸) ۱۹/۰
- آنتونا کولناگو فرانته (۱۹۲۹–۱۹۲۹) ۱/۰
- Fric Ferderber (1922–1922) 1/0
- عاصم فرهاتوویچ (۱۹۶۱–۱۹۶۱) ۱/۰
- نیاز فرهاتوویچ (۱۹۸۲–۱۹۸۲) ۲/۰
- ژوران فیلیپویچ (۱۹۷۱–۱۹۷۷) ۱۳/۲
- ولادیمیر فیرم (۱۹۴۷–۱۹۴۹) ۳/۰
- دراگوتین فردریخ (۱۹۲۲–۱۹۲۷) ۹/۰

## G
- Ivan Gajer (1932–1937) 28/0
- میلان گالیچ (۱۹۵۹–۱۹۶۵) ۵۱/۳۷
- پتار گئورگیفسکی (۱۹۸۴–۱۹۸۴) ۱/۰
- فرانیو گیلر (۱۹۲۶–۱۹۳۲) ۱۳/۳
- فرانیو گلاسر (۱۹۳۳–۱۹۴۰) ۳۵/۰
- اسوتیسلاو گلیشوویچ (۱۹۳۲–۱۹۴۰) ۲۱/۹
- ایوان گولاتس (۱۹۷۶–۱۹۷۶) ۱/۰
- وینکو گولوب (۱۹۴۸–۱۹۴۸) ۱/۰
- نناد گراچان (۱۹۸۴–۱۹۸۶) ۱۰/۲
- برانکو گراچانین (۱۹۶۸–۱۹۷۰) ۱۰/۱
- ایوان گرانتس (۱۹۲۰–۱۹۲۰) ۱/۰
- Mirko Grdenić (۱۹۲۵–۱۹۲۵) ۱/۰
- ایوان گودی (۱۹۸۰–۱۹۸۶) ۳۳/۳
- دراگان گوگلتا (۱۹۶۵–۱۹۶۶) ۸/۲

## H
- جمال حاجی‌آبدیچ (۱۹۷۴–۱۹۷۸) ۲۰/۰
- انور هادژیابدیچ (۱۹۷۰–۱۹۷۴) ۱۱/۰
- فاروق هادژیبگیچ (۱۹۸۲–۱۹۹۲) ۶۱/۶
- عصمت هادژیتچ (۱۹۷۹–۱۹۸۳) ۵/۰
- وحید خلیلهوژیچ (۱۹۷۶–۱۹۸۵) ۱۵/۸
- سلیمان هالیلوویچ (۱۹۸۳–۱۹۸۴) ۱۲/۱
- مصطفی حسناگیچ (۱۹۶۵–۱۹۶۷) ۵/۰
- یوسف هاتونیچ (۱۹۷۲–۱۹۷۸) ۸/۰
- آنتون هرتسگ (۱۹۵۰–۱۹۵۷) ۱۲/۲
- برنارد هیگل (۱۹۳۴–۱۹۳۹) ۲۴/۰
- ایوان هیترتس (۱۹۲۹–۱۹۳۹) ۱۴/۱۰
- رودولف هیترتس (۱۹۲۶–۱۹۲۶) ۱/۰
- ایوان هلونیاک (۱۹۶۹–۱۹۷۰) ۳/۰
- ادوارد هوچوار (۱۹۵۰–۱۹۵۰) ۱/۱
- دراگان هولتسر (۱۹۶۵–۱۹۷۴) ۵۲/۰
- ایویکا هوروات (۱۹۴۶–۱۹۵۶) ۶۰/۰
- Janoš Horvat (1929–1929) 1/0
- Vladimir-Drago Horvat (1949–1949) 1/0
- ایدریز هوشیچ (۱۹۶۸–۱۹۶۸) ۲/۰
- برانیسلاو هرنیچک (۱۹۲۹–۱۹۳۰) ۵/۱
- میلوش هرستیچ (۱۹۷۸–۱۹۸۲) ۱۰/۰
- مصطفی هوکیچ (۱۹۷۷–۱۹۷۷) ۵/۰

## I
- اوونکو ایوزیچ (۱۹۷۵–۱۹۷۶) ۴/۲
- ملیتون ایکوویچ (۱۹۲۵–۱۹۳۴) ۳۹/۰
- تومیسلاو ایوکوویچ (۱۹۸۳–۱۹۹۱) ۳۸/۰
- الکساندر ایووش (۱۹۶۲–۱۹۶۲) ۳/۰

## J
- لایوش یاکووتیچ (۱۹۴۹–۱۹۴۹) ۴/۰
- دراگان یاکوولیویچ (۱۹۸۷–۱۹۸۹) ۸/۳
- میلووان یاکشیچ (۱۹۳۰–۱۹۳۴) ۹/۰
- چدومیر یانفسکی (۱۹۸۷–۱۹۸۷) ۲/۰
- رایکو یانیانین (۱۹۷۹–۱۹۸۰) ۲/۰
- بوژیدار یانکوویچ (۱۹۷۲–۱۹۷۲) ۲/۰
- میلان یانکوویچ (بازیکن فوتبال، زاده ۱۹۵۹) (۱۹۸۶–۱۹۸۹) ۱۲/۱
- میلوراد یانکوویچ (۱۹۶۶–۱۹۶۶) ۱/۰
- اسلوبودان یانکوویچ (بازیکن فوتبال، زاده ۱۹۴۶) (۱۹۷۵–۱۹۷۵) ۱/۰
- ماریان یانتولیاک (۱۹۶۶–۱۹۶۶) ۲/۰
- روبرت یارنی (۱۹۹۰–۱۹۹۱) ۷/۱
- اشرف یاشارویچ (۱۹۷۷–۱۹۷۷) ۲/۰
- ازونکو یازبتس (۱۹۳۴–۱۹۳۸) ۱۰/۰
- ایوان یازبینشک (۱۹۳۸–۱۹۴۱) ۷/۰
- ژیووراد یفتیچ (۱۹۶۴–۱۹۶۹) ۱۶/۰
- زوران یلیکیچ (۱۹۷۶–۱۹۸۳) ۸/۰
- دراژان یرکوویچ (۱۹۶۰–۱۹۶۴) ۲۱/۱۱
- یوریتسا یرکوویچ (۱۹۷۰–۱۹۸۱) ۴۳/۶
- ایوه یرولیموف (۱۹۸۰–۱۹۸۲) ۶/۰
- میودراگ یشیچ (۱۹۸۲–۱۹۸۴) ۸/۲
- یوان یزرکیچ (۱۹۴۷–۱۹۴۷) ۴/۵
- استانویه یوسیچ (۱۹۵۲–۱۹۵۴) ۴/۲
- اسلاویشا یوکانویچ (۱۹۹۱–) ۶۴/۱۰
- دراگان یووانوویچ (بازیکن فوتبال) (۱۹۲۳–۱۹۲۸) ۸/۴
- میا یووانوویچ (۱۹۳۰–۱۹۳۱) ۳/۰
- میودراگ یوانوویچ (۱۹۴۷–۱۹۵۰) ۲۵/۰
- نیکولا یووانوویچ (بازیکن فوتبال، زاده ۱۹۵۲) (۱۹۷۹–۱۹۸۲) ۷/۰
- میلان یووین (۱۹۸۰–۱۹۸۲) ۴/۰
- داور یوزیچ (۱۹۸۴–۱۹۹۱) ۲۷/۲
- ولادیمیر جوگوویچ (۱۹۹۱–) ۴۱/۳
- Željko Jurčić (۱۹۷۶–۱۹۷۶) ۱/۰
- آنته یوریچ (بازیکن فوتبال، زاده ۱۹۳۴) (۱۹۵۹–۱۹۵۹) ۱/۰
- گوران یوریچ (۱۹۸۸–۱۹۸۹) ۴/۰
- پردراگ یوریچ (۱۹۸۶–۱۹۸۷) ۲/۰
- فخرالدین یوسفی (۱۹۵۹–۱۹۶۷) ۵۵/۰

## K
- راتکو کاتسیان (۱۹۴۶–۱۹۴۶) ۱/۰
- سیاد کایتاز (۱۹۸۶–۱۹۸۶) ۱/۰
- تومیسلاو کالوپروویچ (۱۹۵۷–۱۹۶۱) ۶/۱
- دراگان کاناتلاروفسکی (۱۹۹۰–۱۹۹۰) ۱/۰
- میرزا کاپتانوویچ (۱۹۸۳–۱۹۸۵) ۶/۰
- استانیسلاو کاراسی (۱۹۷۳–۱۹۷۴) ۱۰/۴
- ولادو کاسالو (۱۹۸۷–۱۹۸۷) ۱/۰
- ایوان کاتالینیچ (۱۹۷۷–۱۹۷۸) ۱۳/۰
- یوسیپ کاتالینسکی (۱۹۷۲–۱۹۷۷) ۴۱/۱۰
- سرچکو کاتانیتس (۱۹۸۳–۱۹۹۰) ۳۱/۵
- ایلیا کاتیچ (۱۹۶۸–۱۹۶۹) ۴/۰
- میهالی کچکش (۱۹۳۷–۱۹۳۸) ۲/۰
- Ante Kesić (۱۹۲۴–۱۹۲۴) ۱/۰
- Hugo Kinert (1921–1922) 2/0
- ولادیمیر کلایچ (۱۹۵۳–۱۹۵۳) ۱/۰
- نیکیتسا کلینچارسکی (۱۹۸۰–۱۹۸۳) ۸/۱
- تومیسلاو کنز (۱۹۶۰–۱۹۶۱) ۱۴/۸
- برونو کنژویچ (۱۹۳۸–۱۹۳۸) ۱/۰
- Miodrag Knežević (۱۹۶۶–۱۹۶۷) ۲/۰
- ازدنکو کوبشچاک (۱۹۶۳–۱۹۶۴) ۲/۰
- الکساندر کوتسیچ (۱۹۹۴–۲۰۰۱) ۲۲/۰
- اسلاوکو کودرنیا (۱۹۳۳–۱۹۳۳) ۴/۴
- ماهو کدرو (۱۹۹۱–۱۹۹۲) ۲/۰
- آندریجا کوییچ (۱۹۲۰–۱۹۲۰) ۱/۰
- لیوبومیر کوکزا (۱۹۴۶–۱۹۵۲) ۲/۰
- میرکو کوکوتوویچ (۱۹۳۱–۱۹۳۹) ۲۳/۴
- بوژیدار کولاکوویچ (۱۹۵۱–۱۹۵۱) ۱/۰
- ملادن کوشچاک (۱۹۵۶–۱۹۵۶) ۴/۰
- بورا کوستیچ (۱۹۵۶–۱۹۶۴) ۳۳/۲۶
- عابد کوواچویچ (۱۹۷۷–۱۹۷۷) ۲/۰
- ولادیتسا کوواچویچ (۱۹۶۰–۱۹۶۵) ۱۳/۲
- Frane Kovačić (۱۹۳۲–۱۹۳۳) ۵/۰
- الکساندر کوزلینا (۱۹۶۰–۱۹۶۱) ۹/۰
- ولادیمیر کراگیچ (۱۹۳۰–۱۹۳۴) ۶/۴
- برانکو کرالی (۱۹۵۴–۱۹۵۵) ۳/۰
- زلاتکو کرانچار (۱۹۷۷–۱۹۸۳) ۱۱/۳
- میودراگ کریووکاپیچ (بازیکن فوتبال) (۱۹۸۷–۱۹۸۸) ۵/۰
- پتار کریووکوچا (۱۹۷۲–۱۹۷۴) ۱۳/۰
- سربولیوب کریووکوچا (۱۹۵۶–۱۹۶۱) ۷/۰
- Mirko Križ (۱۹۲۵–۱۹۲۹) ۲/۰
- زلاتکو کرمپوتیچ (۱۹۸۰–۱۹۸۲) ۸/۰
- Jozo Krnić (۱۹۴۷–۱۹۴۷) ۱/۱
- دوبروساو کرستیچ (۱۹۵۵–۱۹۶۰) ۳۰/۱
- میشو کرستیچویچ (۱۹۷۹–۱۹۸۰) ۷/۱
- وینکو کوزی (Vinko Cuzzi) (1965–1966) 8/0
- آندریا کویونژیچ (۱۹۲۱–۱۹۲۲) ۲/۰
- Branko Kunst (1926–1930) 7/0
- Mirko Kurir (1924–1924) 2/0
- میودراگ کوستودیچ (۱۹۷۷–۱۹۷۸) ۳/۰

## L
- دراژن لادیچ (۱۹۹۱–۱۹۹۱) ۲/۰
- Vladimir Lajnert (1926–1929) 5/2
- استیپان لامزا (۱۹۶۳–۱۹۶۷) ۷/۰
- وویین لازارویچ (۱۹۶۴–۱۹۶۹) ۵/۱
- گوستاو لهنر (۱۹۳۱–۱۹۴۰) ۴۴/۰
- دراگویه لکوویچ (۱۹۸۸–) ۱۴/۰
- لئو لمشیچ (۱۹۲۹–۱۹۳۲) ۵/۳
- لازار لمیچ (۱۹۶۴–۱۹۶۴) ۲/۰
- آوگوست لشنیک (۱۹۳۷–۱۹۴۰) ۱۰/۴
- Pavao Lev (Pavao Löw) (1933–1933) 3/0
- لوکا لیپوشینوویچ (۱۹۵۴–۱۹۶۰) ۱۳/۳
- Đorđe Lojančić (۱۹۳۶–۱۹۳۷) ۲/۰
- Dragutin Lojen (1946–1946) 3/0
- پتار لونچارویچ (۱۹۳۰–۱۹۳۰) ۲/۰
- لیوبومیر لوریچ (۱۹۳۹–۱۹۴۸) ۵/۰
- Stevan Luburić (۱۹۲۵–۱۹۳۰) ۶/۱
- ولادیمیر لوکاریچ (۱۹۶۱–۱۹۶۵) ۶/۱
- Miroslav Lukić (۱۹۳۰–۱۹۳۴) ۸/۰
- ولادان لوکیچ (۱۹۹۱–) ۶/۲
- اسلاوکو لوشتیتسا (۱۹۵۱–۱۹۵۲) ۳/۰

## Lj
- میلان لیوبنوویچ (۱۹۵۴–۱۹۵۵) ۴/۰
- ژیوان لیوکوفچان (۱۹۸۵–۱۹۸۶) ۴/۰

## M
- Rodoljub Malenčić (۱۹۲۲–۱۹۲۲) ۱/۰
- دراگان ماتنسه (۱۹۸۳–۱۹۸۳) ۴/۰
- پتار مانولا (۱۹۳۹–۱۹۴۱) ۹/۰
- لاو مانتولا (۱۹۵۴–۱۹۵۴) ۱/۰
- دوشان ماراویچ (۱۹۶۰–۱۹۶۰) ۷/۳
- Remija Marcikić (۱۹۲۱–۱۹۲۱) ۱/۰
- انور ماریچ (۱۹۷۲–۱۹۷۶) ۳۲/۰
- زوران ماریچ (۱۹۸۳–۱۹۸۳) ۲/۰
- Sava Marinković (۱۹۲۸–۱۹۳۰) ۳/۰
- بلاگویه ماریانوویچ (۱۹۲۶–۱۹۳۸) ۵۷/۳۶
- ماره ماریانوویچ (۱۹۲۴–۱۹۲۶) ۶/۰
- Nikola Marjanović (۱۹۳۳–۱۹۳۳) ۱/۰
- دسن مارکوی (۱۹۳۲–۱۹۳۲) ۱/۰
- پردراگ مارکوویچ (۱۹۵۴–۱۹۵۴) ۱/۱
- Vladimir Marković (۱۹۶۱–۱۹۶۲) ۱۶/۰
- اسلوبودان ماروویچ (۱۹۸۷–۱۹۸۹) ۴/۰
- Egidio Martinović (۱۹۲۷–۱۹۲۷) ۱/۰
- آنجلکو ماروشیچ (۱۹۳۰–۱۹۳۵) ۱۶/۰
- فلوریان ماتکالو (۱۹۴۰–۱۹۴۰) ۱/۰
- Vladimir Matijević (۱۹۸۰–۱۹۸۴) ۳/۰
- فران ماتوشیچ (۱۹۳۸–۱۹۵۳) ۱۶/۶
- یوزو ماتوشیچ (۱۹۳۴–۱۹۴۰) ۲۴/۰
- ژلکو ماتوش (۱۹۶۰–۱۹۶۲) ۱۳/۵
- ایوان مدریچ (۱۹۳۷–۱۹۳۹) ۳/۰
- وویسلاو ملیچ (۱۹۶۲–۱۹۶۷) ۲۷/۲
- رضا مشکوویچ (۱۹۷۲–۱۹۷۲) ۱/۰
- برانیسلاو میهایلوویچ (۱۹۵۹–۱۹۶۰) ۸/۴
- درگ‌اسلاو میهایلوویچ (۱۹۳۰–۱۹۳۰) ۴/۰
- لیوبومیر میهایلوویچ (۱۹۶۶–۱۹۶۸) ۶/۰
- پرووسلاو میهایلوویچ (۱۹۴۶–۱۹۵۰) ۱۳/۶
- رادمیلو میهایلوویچ (۱۹۸۶–۱۹۸۹) ۶/۱
- سینیشا میهایلوویچ (۱۹۹۱–) ۶۳/۹
- ماکسیمیلیان میهالچیچ (۱۹۲۵–۱۹۳۱) ۱۸/۰
- پردراگ میاتوویچ (۱۹۸۹–) ۷۳/۲۸
- Marko Mikačić (۱۹۳۰–۱۹۳۱) ۳/۰
- یووان میلادینوویچ (۱۹۵۹–۱۹۶۴) ۱۷/۰
- دارکو میلانیچ (۱۹۹۱–۱۹۹۲) ۵/۰
- Zoran Milenković (۱۹۶۶–۱۹۶۶) ۱/۰
- آنجلو میلووی (۱۹۶۶–۱۹۶۶) ۴/۰
- جورجه میلیچ (۱۹۶۴–۱۹۶۴) ۱/۰
- گوران میلیانوویچ (۱۹۸۳–۱۹۸۸) ۴/۱
- ایویتسا میلیکوویچ (۱۹۷۵–۱۹۷۵) ۱/۰
- برانکو میلیوش (۱۹۸۴–۱۹۸۸) ۱۴/۰
- گوران میلویویچ (۱۹۸۸–۱۹۸۹) ۲/۰
- اسوییان میلوشویچ (۱۹۸۸–۱۹۸۸) ۱/۰
- Slavko Milošević (۱۹۳۰–۱۹۳۴) ۴/۰
- سیما میلوانوف (۱۹۵۱–۱۹۵۴) ۴/۰
- Šime Milutin (1939–1939) 1/0
- میلوش میلوتینوویچ (۱۹۵۳–۱۹۵۸) ۳۳/۱۶
- آنته میروچویچ (۱۹۷۸–۱۹۸۰) ۶/۲
- رایکو میتیچ (۱۹۴۶–۱۹۵۷) ۵۹/۳۲
- میلوراد میتروویچ (بازیکن فوتبال، زاده ۱۹۰۸) (۱۹۲۸–۱۹۳۵) ۳/۰
- مارکو ملیناریچ (۱۹۸۳–۱۹۸۸) ۱۷/۱
- سقراط مویسوف (۱۹۶۴–۱۹۶۶) ۳/۰
- ازونکو مونسیدر (۱۹۴۶–۱۹۴۷) ۷/۰
- میتار مرکلا (۱۹۸۲–۱۹۸۶) ۵/۱
- سرجان مرکوشیچ (۱۹۴۱–۱۹۵۰) ۱۱/۰
- محمد موییچ (۱۹۵۶–۱۹۶۲) ۳۲/۱۷
- فکرت مویکیچ (۱۹۶۸–۱۹۷۰) ۵/۱
- هوسرف موسمیچ (۱۹۸۳–۱۹۸۳) ۱/۰
- وحیدین موسمیچ (۱۹۶۸–۱۹۷۰) ۱۷/۹
- جمال‌الدین موشویچ (۱۹۶۵–۱۹۶۸) ۱۰/۲
- جمال موستداناگیچ (۱۹۸۰–۱۹۸۰) ۱/۰
- دراگان موتیباریچ (۱۹۶۹–۱۹۷۰) ۱۰/۰
- دراژن موژینیچ (۱۹۷۴–۱۹۷۹) ۳۲/۱

## N
- Mihajlo Načević (۱۹۲۶–۱۹۲۶) ۱/۰
- پتار نادووزا (۱۹۶۷–۱۹۶۷) ۱/۰
- دراگوتین ناجدانووی (۱۹۲۸–۱۹۳۰) ۴/۱
- ایلیا نایدوسکی (۱۹۹۰–۱۹۹۲) ۱۱/۱
- ولیمیر نائوموویچ (۱۹۶۳–۱۹۶۴) ۳/۰
- Dušan Nedič (۱۹۸۸–۱۹۸۸)
- Stevan Neštički (1967–1967) 1/0
- پتار نیکزیچ (۱۹۷۱–۱۹۷۳) ۳/۰
- دوشان نیکولیچ (۱۹۷۶–۱۹۷۷) ۴/۱
- یوویتسا نیکولیچ (۱۹۸۵–۱۹۸۵) ۱/۰
- میلوراد نیکولیچ (۱۹۴۰–۱۹۴۱) ۳/۰
- اسلاوولیوب نیکولیچ (۱۹۸۲–۱۹۸۲) ۲/۰
- ژارکو نیکولیچ (۱۹۵۹–۱۹۶۱) ۹/۰
- درونی نووک (۱۹۹۱–۱۹۹۲) ۴/۰
- ماریان نوواک (۱۹۶۷–۱۹۶۷) ۱/۰
- مارتین نووسلاتس (۱۹۷۵–۱۹۷۶) ۴/۰

## O
- بران اوبلاک (۱۹۷۰–۱۹۷۷) ۴۶/۶
- میلووان اوبرادوویچ (۱۹۷۷–۱۹۷۷) ۱/۰
- تیهومیر اوگنیانوف (۱۹۵۰–۱۹۵۶) ۲۸/۷
- لیوبومیر اوگنیانوویچ (۱۹۵۸–۱۹۵۸) ۱/۰
- رادیوج اگنایویچ (۱۹۵۷–۱۹۵۹) ۵/۱
- فخرالدین عمروویچ (۱۹۸۹–۱۹۹۲) ۸/۰
- ایویتسا اوسیم (۱۹۶۴–۱۹۶۹) ۱۶/۸
- استوان اوستوییچ (۱۹۶۴–۱۹۷۱) ۲/۰
- Ivan Ožegović (۱۹۴۷–۱۹۴۷) ۲/۰

## P
- Božidar Pajević (۱۹۵۴–۱۹۵۴) ۱/۰
- میلوش پایویچ (۱۹۴۹–۱۹۴۹) ۳/۳
- بلا پالفی (۱۹۴۸–۱۹۵۱) ۳/۰
- آندری پانادیچ (۱۹۸۹–۱۹۸۹) ۳/۰
- دارکو پانچف (۱۹۸۴–۱۹۹۱) ۲۷/۱۷
- دراگان پانتلیچ (۱۹۷۹–۱۹۸۴) ۱۹/۲
- ایلیا پانتلیچ (۱۹۶۴–۱۹۶۸) ۱۸/۰
- زلاتکو پاپتس (۱۹۵۳–۱۹۵۶) ۶/۴
- Ilijaš Pašić (۱۹۵۴–۱۹۵۹) ۸/۱
- پردراگ پاشیچ (۱۹۸۱–۱۹۸۵) ۱۰/۱
- Daniel Paškvan (1921–1923) 4/0
- بلاگویه پاونوویچ (۱۹۶۷–۱۹۷۳) ۳۹/۰
- ایوو پاولیچ (۱۹۲۷–۱۹۳۰) ۵/۱
- جورجه پاولیچ (۱۹۶۳–۱۹۶۴) ۲/۰
- ایوان پاولیتسا (۱۹۶۹–۱۹۶۹) ۱/۰
- میروسلاو پاولوویچ (۱۹۶۸–۱۹۷۴) ۴۶/۲
- آلفونس پاژور (۱۹۲۵–۱۹۲۵) ۱/۰
- Hugo Pažur (1923–1923) 2/0
- آدولف پرتسل (۱۹۲۶–۱۹۲۷) ۳/۲
- نیکولا پرلیچ (۱۹۳۶–۱۹۳۹) ۸/۳
- امیل پرشکا (۱۹۲۰–۱۹۲۷) ۱۴/۲
- ژلیکو پروشیچ (۱۹۵۹–۱۹۶۴) ۲۷/۰
- لوکا پرزویچ (۱۹۷۴–۱۹۸۳) ۱۷/۰
- دوشان پشیچ (۱۹۸۰–۱۹۸۳) ۴/۰
- الکساندر پتاکوویچ (۱۹۵۴–۱۹۵۹) ۱۹/۸
- دوشان پتکوویچ (بازیکن فوتبال، زاده ۱۹۰۳) (۱۹۲۳–۱۹۲۶) ۸/۲
- ایلیا پتکویچ (۱۹۶۸–۱۹۷۴) ۴۳/۶
- Ivan Petrak (1934–1935) 6/1
- گوردان پتریچ (۱۹۸۹–) ۵/۰
- الکساندر پتروویچ (بازیکن فوتبال، زاده ۱۹۱۴) (۱۹۳۸–۱۹۴۰) ۹/۵
- بوژیدار پتروویچ (۱۹۳۴–۱۹۳۴) ۱/۰
- Branko Petrović (۱۹۲۸–۱۹۳۰) ۳/۰
- میهایلو پتروویچ (بازیکن فوتبال) (۱۹۸۰–۱۹۸۰) ۱/۰
- میومیر پتروویچ (۱۹۴۶–۱۹۴۹) ۳/۰
- اوگنین پتروویچ (۱۹۷۳–۱۹۷۶) ۱۵/۰
- ولادیمیر پتروویچ (۱۹۷۳–۱۹۸۲) ۳۴/۵
- ژلیکو پتروویچ (۱۹۹۰–) ۱۸/۰
- دنیل پیریچ (۱۹۶۹–۱۹۷۰) ۶/۱
- یوسیپ پیرمایر (۱۹۶۴–۱۹۶۴) ۴/۰
- اوگن پلاتسریانو (۱۹۲۴–۱۹۲۴) ۱/۰
- برانکو پلشه (۱۹۳۷–۱۹۴۶) ۶/۳
- یان پودهرادسکی (۱۹۳۸–۱۹۳۸) ۱/۰
- Šime Poduje (1924–1927) 3/0
- Veljko Poduje (1924–1926) 3/0
- آنتون پوگاچنیک (۱۹۳۷–۱۹۳۷) ۲/۰
- دنیلو پوپیوودا (۱۹۷۲–۱۹۷۷) ۲۰/۵
- Stojan Popović (۱۹۲۷–۱۹۲۸) ۵/۰
- ولادمیر پوپوویچ (بازیکن فوتبال، زاده ۱۹۳۵) (۱۹۵۶–۱۹۶۵) ۲۰/۰
- برانیمیر پوروبیچ (۱۹۲۰–۱۹۲۰) ۱/۰
- Zvonimir Požega (1939–1939) 3/0
- Boris Praunsberger (1930–1930) 1/1
- دنیل پرمرل (۱۹۲۵–۱۹۳۲) ۲۹/۱
- بورو پریموراتس (۱۹۷۶–۱۹۸۰) ۱۴/۰
- فخرالدین پرلیاچا (۱۹۶۶–۱۹۶۶) ۱/۰
- بوشکو پرودانوویچ (۱۹۶۸–۱۹۶۸) ۱/۰
- روبرت پروسینچکی (۱۹۸۹–۱۹۹۱) ۱۵/۴
- ایوان پودار (۱۹۸۵–۱۹۸۵) ۱/۰

## R
- ولادان راداچا (۱۹۸۷–۱۹۸۸) ۵/۰
- پتار راداکوویچ (۱۹۶۱–۱۹۶۴) ۱۹/۳
- لیوبومیر رادانوویچ (۱۹۸۳–۱۹۸۸) ۳۴/۳
- پیتر رادنکوویچ (۱۹۵۶–۱۹۵۶) ۳/۰
- Vinko Radić (۱۹۲۴–۱۹۲۷) ۳/۰
- پردراگ رادووانوویچ (۱۹۳۱–۱۹۳۱) ۱/۰
- لازار رادوویچ (۱۹۶۳–۱۹۶۴) ۷/۰
- میودراگ رادوویچ (۱۹۸۳–۱۹۸۴) ۲/۰
- نیکولا رادوویچ (۱۹۵۶–۱۹۵۶) ۳/۱
- واسیلیه رادوویچ (۱۹۶۴–۱۹۶۵) ۳/۰
- زدراکو رایکوف (۱۹۵۱–۱۹۵۸) ۲۸/۱۱
- آنته رایکوویچ (۱۹۷۷–۱۹۷۸) ۶/۰
- لیوبیشا رایکوویچ (۱۹۷۰–۱۹۷۷) ۱۴/۰
- Marko Rajković (۱۹۳۱–۱۹۳۳) ۲/۰
- میلان رایلیچ (۱۹۴۰–۱۹۴۰) ۱/۰
- بوشکو رالیچ (۱۹۳۲–۱۹۳۳) ۶/۰
- ملادن راملیاک (۱۹۶۶–۱۹۷۲) ۱۳/۰
- Miodrag Ranojević (۱۹۳۰–۱۹۳۰) ۱/۰
- برانکو راشوویچ (۱۹۶۴–۱۹۶۷) ۱۰/۰
- مائورو راونیچ (۱۹۸۶–۱۹۸۷) ۶/۰
- سربرنکو رپچیچ (۱۹۸۰–۱۹۸۰) ۱/۰
- یانکو رودین (۱۹۲۴–۱۹۲۶) ۴/۰
- نوواک روگانوویچ (۱۹۶۰–۱۹۶۰) ۷/۰
- کراسنودار رورا (۱۹۶۷–۱۹۶۸) ۵/۰
- ودران روژیچ (۱۹۷۸–۱۹۸۳) ۱۰/۰
- آنتون رودینسکی (۱۹۵۲–۱۹۵۲) ۱/۰
- رودلف روپتس (۱۹۲۰–۱۹۲۴) ۹/۰
- فرانیو روپنیک (۱۹۴۶–۱۹۵۰) ۶/۱
- یووان روژیچ (۱۹۲۰–۱۹۲۰) ۲/۱
- میلان روژیچ (۱۹۸۳–۱۹۸۳) ۲/۰

## S
- اسپاسویه سامارجیچ (۱۹۶۲–۱۹۶۶) ۲۶/۳
- بوژیدار ساندیچ (۱۹۴۶–۱۹۴۶) ۱/۲
- اسلوبودان سانتراچ (۱۹۶۶–۱۹۷۴) ۸/۱
- ینو آبراهام (۱۹۲۲–۱۹۲۳) ۲/۲
- ملادن ساریچ (۱۹۳۸–۱۹۳۸) ۱/۰
- تونی ساووسکی (۱۹۸۸–۱۹۸۹) ۲/۰
- دوشان ساویچ (۱۹۷۵–۱۹۸۲) ۱۲/۴
- دژان ساویسویچ (۱۹۸۶–) ۵۶/۱۹
- یوسیپ شولز (۱۹۲۰–۱۹۲۳) ۲/۰
- استوان سکرش (۱۹۶۶–۱۹۶۶) ۷/۰
- برانسلاو سکولیچ (۱۹۲۵–۱۹۳۶) ۱۷/۸
- بوژیدار سنچار (۱۹۴۹–۱۹۵۱) ۳/۱
- دراگان سیمئونوویچ (۱۹۸۰–۱۹۸۰) ۱/۰
- نیکولا سیمیچ (بازیکن فوتبال، زاده ۱۸۹۷) (۱۹۲۰–۱۹۲۰) ۱/۰
- Miroslav Simonović (۱۹۸۰–۱۹۸۰) ۱/۰
- کریل سیمونوفسکی (۱۹۴۶–۱۹۴۹) ۱۰/۱
- زوران سیموویچ (۱۹۸۳–۱۹۸۴) ۱۰/۰
- یوسیپ اسکوبلار (۱۹۶۱–۱۹۶۷) ۳۲/۱۱
- بلاژ اسلیشکوویچ (۱۹۷۸–۱۹۸۶) ۲۶/۳
- Branko Slivak (1932–1932) 1/0
- آدمیر اسماییچ (۱۹۸۷–۱۹۸۷) ۵/۰
- Drago Smajlović (۱۹۶۳–۱۹۶۴) ۴/۱
- ولیمیر سومبولاتس (۱۹۶۰–۱۹۶۰) ۵/۰
- کوزمان سوتیروویچ (۱۹۲۸–۱۹۳۱) ۵/۲
- لیوبیشا اسپاییچ (۱۹۵۰–۱۹۵۷) ۱۵/۰
- یووان اسپاسیچ (۱۹۳۱–۱۹۳۶) ۱۵/۰
- پردراگ اسپاسیچ (۱۹۸۸–۱۹۹۱) ۳۱/۱
- ته‌اوفیلو سپاسوجیویک (۱۹۲۸–۱۹۳۰) ۲/۰
- متودیه اسپاسوفسکی (۱۹۶۸–۱۹۶۹) ۳/۳
- ادین اسپرچو (۱۹۶۷–۱۹۶۹) ۳/۲
- ماریو استانیچ (۱۹۹۱–۱۹۹۱) ۲/۰
- برانکو استانکوویچ (۱۹۴۶–۱۹۵۶) ۶۱/۳
- وویادین استانویکوویچ (۱۹۸۸–۱۹۹۲) ۲۱/۱
- نناد استارولا (۱۹۷۹–۱۹۷۹) ۲/۰
- لوبیز استوانوویچ (۱۹۳۰–۱۹۳۰) ۴/۰
- دراگوسلاو استپانوویچ (۱۹۷۰–۱۹۷۶) ۳۴/۱
- گوران استوانوویچ (۱۹۸۵–۱۹۸۵) ۱/۰
- ایوان استوویچ (۱۹۳۳–۱۹۳۹) ۵/۱
- برانکو استینچیچ (۱۹۵۱–۱۹۵۱) ۱/۰
- ژلیکو استینچیچ (۱۹۷۸–۱۹۷۸) ۱/۰
- نیکولا استیپیچ (۱۹۶۲–۱۹۶۲) ۱/۰
- الکساندر استویانوویچ (۱۹۷۹–۱۹۷۹) ۲/۰
- میرکو استویانوویچ (۱۹۶۱–۱۹۶۴) ۴/۰
- اسلاوکو استویانوویچ (۱۹۵۲–۱۹۵۸) ۸/۰
- رانکو استوییچ (۱۹۸۴–۱۹۸۶) ۱۴/۰
- Đorđe Stojiljković (۱۹۴۰–۱۹۴۰) ۳/۰
- دراگان استویکوویچ (۱۹۸۳–) ۸۴/۱۵
- نناد استویکوویچ (۱۹۷۷–۱۹۸۴) ۳۲/۱
- ولادا استوشیچ (۱۹۹۰–۱۹۹۰) ۱/۰
- سافت سوشیچ (۱۹۷۷–۱۹۹۰) ۵۴/۲۱
- سیاد سوشیچ (۱۹۷۷–۱۹۷۷) ۱/۰
- راتکو اسویلار (۱۹۷۶–۱۹۸۳) ۹/۰
- اسلاوکو اسوینیارویچ (۱۹۶۲–۱۹۶۲) ۶/۰

## Š
- رفیق شابانادژوویچ (۱۹۸۶–۱۹۹۰) ۸/۰
- نناد شالو (۱۹۸۰–۱۹۸۰) ۱/۰
- ایوان شانتک (۱۹۵۶–۱۹۵۸) ۶/۰
- جواد شچربگوویچ (۱۹۷۷–۱۹۸۳) ۹/۰
- بلا شفر (۱۹۲۴–۱۹۲۴) ۱/۰
- دراگوسلاو شکولاراتس (۱۹۵۶–۱۹۶۶) ۴۱/۶
- میلوش شستیچ (۱۹۷۹–۱۹۸۵) ۲۱/۲
- یاروسلاو شیفر (۱۹۲۰–۱۹۲۲) ۶/۱
- گزا شیفلیش (۱۹۲۷–۱۹۲۸) ۵/۰
- واسیلیه شیاکوویچ (۱۹۵۷–۱۹۶۲) ۱۱/۰
- ویلیم شیپوش (۱۹۳۴–۱۹۳۹) ۱۳/۱
- زلاتکو اشکوریچ (۱۹۶۴–۱۹۶۶) ۸/۰
- هریس اشکورو (۱۹۸۵–۱۹۸۹) ۱۵/۴
- اسلوبودان اشکربیچ (۱۹۶۴–۱۹۶۴) ۴/۰
- ادخم شلیوو (۱۹۷۶–۱۹۸۲) ۱۲/۲
- Ivan Šojat (1922–1922) 3/0
- میلوتین شوشکیچ (۱۹۵۹–۱۹۶۶) ۵۰/۰
- فرانیو شوشتاریچ (۱۹۴۶–۱۹۵۱) ۱۸/۰
- Stjepan Šterk (1922–1922) 1/0
- داور شوکر (۱۹۹۱–۱۹۹۱) ۲/۱
- اسلاوکو شوردونیا (۱۹۳۳–۱۹۳۳) ۱/۰
- ایویتسا شوریاک (۱۹۷۳–۱۹۸۲) ۵۴/۱۰
- سعاد اشوراکا (۱۹۵۵–۱۹۵۵) ۱/۰
- زیاد اشوراکیچ (۱۹۸۴–۱۹۸۵) ۴/۱

## T
- سیلوستر تاکاچ (۱۹۶۰–۱۹۶۶) ۱۵/۲
- لازار تاسیچ (۱۹۵۲–۱۹۶۰) ۱۳/۱
- استانکو تاوچار (۱۹۲۰–۱۹۲۰) ۲/۰
- آنجلکو تشان (۱۹۶۸–۱۹۷۰) ۱۱/۰
- الکساندر تیرنانیک (۱۹۲۹–۱۹۴۰) ۵۰/۱۲
- الکساندر توماشویچ (۱۹۳۱–۱۹۳۸) ۱۲/۸
- کوستا توماشویچ (۱۹۴۶–۱۹۵۱) ۱۰/۵
- نواک تومیچ (۱۹۵۸–۱۹۶۳) ۵/۰
- ایوان توپلاک (۱۹۵۶–۱۹۵۶) ۱/۰
- Dragan Tošić (۱۹۳۰–۱۹۳۳) ۱۱/۰
- راده توشیچ (۱۹۸۸–۱۹۸۸) ۱/۰
- الکساندر تریفونوویچ (بازیکن فوتبال) (۱۹۷۷–۱۹۸۳) ۱۱/۲
- دوبریوویه تریویچ (۱۹۶۶–۱۹۶۹) ۱۳/۰
- سمیر توتسه (۱۹۸۶–۱۹۸۹) ۷/۲

## U
- Josip Urbanke (1926–1926) 1/0

## V
- دراگو وابتس (۱۹۷۳–۱۹۷۶) ۷/۱
- اسوتیسلاو والیارویچ (۱۹۳۳–۱۹۴۱) ۱۲/۴
- مارکو والوک (۱۹۴۹–۱۹۵۰) ۶/۳
- میروسلاو واردیچ (۱۹۶۸–۱۹۶۸) ۲/۰
- ولیبور واسوویچ (۱۹۶۱–۱۹۶۶) ۳۲/۲
- فرانیو ولفل (Franjo Wölfl) (1938–1951) 12/6
- Josip Velker (1938–1940) 3/1
- ولادیمیر ورمزوویچ (۱۹۸۵–۱۹۸۵) ۲/۰
- زلاتکو وسلینوویچ (۱۹۵۳–۱۹۶۱) ۳۷/۲۸
- ریستو ویداکوویچ (۱۹۹۱–) ۸/۰
- بلاگویه ویدینیچ (۱۹۵۶–۱۹۶۰) ۸/۰
- یوشکو ویدوشویچ (۱۹۵۵–۱۹۵۵) ۳/۰
- ژلیمیر ویدوویچ (۱۹۷۷–۱۹۸۰) ۲/۰
- ولادیمیر وینک (۱۹۲۲–۱۹۲۴) ۶/۳
- Dragoslav Virić (۱۹۳۱–۱۹۳۱) ۲/۰
- فرانیو ولادیچ (۱۹۷۲–۱۹۷۷) ۲۴/۳
- فاضل ووکری (۱۹۸۴–۱۹۸۷) ۱۲/۶
- دراگوتین وراگوویچ (۱۹۲۰–۱۹۲۳) ۷/۰
- استیپان وربانچیچ (۱۹۲۲–۱۹۲۷) ۱۲/۰
- دراگوتین ورجوکا (۱۹۲۰–۱۹۲۴) ۷/۰
- بودیمیر وویاچیچ (۱۹۸۹–) ۱۲/۰
- دورده ووجادینوویچ (۱۹۲۹–۱۹۴۰) ۴۴/۱۸
- جورجه وویکو (۱۹۷۷–۱۹۷۷) ۴/۰
- اسوتوزار وویوویچ (۱۹۶۳–۱۹۶۴) ۸/۰
- زلاتکو وویوویچ (۱۹۷۹–۱۹۹۰) ۷۰/۲۵
- زوران وویوویچ (۱۹۷۹–۱۹۸۹) ۳۴/۲
- برنارد ووکاس (۱۹۴۸–۱۹۵۷) ۵۹/۲۲
- رادومیر ووکچویچ (۱۹۶۷–۱۹۷۱) ۹/۰
- میلان ووکلیچ (۱۹۵۷–۱۹۶۴) ۳/۰
- ندلیکو ووکویه (۱۹۶۶–۱۹۶۶) ۱/۰
- برانیسلاو ووکوساولیویچ (۱۹۴۹–۱۹۴۹) ۲/۰
- مومچیلو ووکوتیچ (۱۹۷۲–۱۹۷۸) ۱۴/۴
- زوران وولیچ (۱۹۸۶–۱۹۹۱) ۲۵/۱

## Z
- اسلاوکو زاگوراتس (۱۹۳۲–۱۹۳۸) ۷/۰
- ولیمیر زایتس (۱۹۷۷–۱۹۸۵) ۳۶/۱
- اسلاون زامباتا (۱۹۶۲–۱۹۶۸) ۳۱/۲۱
- ایلیا زاویشیچ (۱۹۷۶–۱۹۷۸) ۹/۰
- برانکو زبتس (۱۹۵۱–۱۹۶۱) ۶۵/۱۷
- Dobrivoje Zečević (۱۹۳۱–۱۹۳۸) ۱۸/۴
- میلیان زکوویچ (۱۹۵۲–۱۹۵۵) ۱۳/۰
- یوسیپ زمکو (۱۹۶۵–۱۹۶۵) ۳/۰
- برانکو زینایا (۱۹۲۱–۱۹۲۳) ۶/۴
- دوشان زینایا (۱۹۲۳–۱۹۲۳) ۱/۰

## Ž
- آنته ژاننیچ (۱۹۵۹–۱۹۶۰) ۱۵/۲
- تودور ژیوانوویچ (۱۹۵۰–۱۹۵۰) ۵/۳
- الکساندر ژیوکوویچ (بازیکن فوتبال، زاده ۱۹۱۲) (۱۹۳۱–۱۹۳۵) ۱۵/۱۵
- Jovan Živković (۱۹۳۰–۱۹۳۰) ۱/۰
- ازوونکو ژیوکوویچ (۱۹۸۲–۱۹۸۵) ۵/۲
- اسلاویشا ژونگول (۱۹۷۴–۱۹۷۸) ۱۴/۰
- ویکوسلاو ژوپانچیچ (۱۹۲۰–۱۹۲۰) ۱/۰